# Переробка цирконових концентратів
Переробка цирконових концентратів — включає виробництво знезалізненого циркону, а також розкладання цирконових концентратів на технологічно затребувані компоненти.

## Виробництво знезалізненого циркону
Цирконові концентрати, отримані із руд і пісків методами механічного збагачення, містять значні домішки інших мінералів. Однією з таких шкідливих домішок є оксиди заліза. Це до певної міри обмежує використання цирконових концентратів без додаткового їх очищення, зокрема і оксидів заліза.
Цирконові концентрати знайшли широке застосування у виробництві глазурі (поливи) для керамічного виробництва, як замінник свинцю та олова.
Розрізняють глухі (густий білий колір) та напівпрозорі поливи. Непрозорість поливи зумовлена присутністю в її складі своєрідних білих пігментів, які називають глушниками. Традиційно як глушники використовували оксиди олова та деяких інших елементів, які були і залишаються дефіцитними і дорогими матеріалами. Тому розроблялися рецепти полив, емалей в складі яких не містилося олова.
На початку ХХ ст., з впровадженням у промисловість рідкісних металів, у виробництві полив та емалей стали використовувати циркон (силікат цирконію, ZrSiO4) у тонкодисперсній формі [1]. В оптимальних рецептах поливи циркон дає високий ступінь глушіння і є повноцінним замінником дуже дорогого і дефіцитного оксиду олова. Цирконієві поливи та емалі характеризуються сталістю глушення неза¬лежно від атмосфери печі [2]. Для їх виробництва потрібні цирконові концентрати та хімічні сполуки цирконію з дуже незначним вмістом домішок. Домішки в природному цирконі, особливо заліза та титану, погіршують його вогнетривкі властивості і придають йому забарвлення від світло-жовтого до темно-коричневого. Забарвлення заважає використанню циркону як глушника білих емалей. Тому цир¬кон має бути очищеним від більшості домішок, особливо заліза [2].
Для очищення застосовують хімічні методи, які дозволяють вилучити більшість домішок, не зачіпаючи структури самого циркону. Ретельно розроблені численні хімічні методи обробки циркону кислотами, кислими солями, або селективного хлорування за допомогою NaCl, NH4Cl і карналіту (MgCl2·KCl·6H2O). Але не всі вони знайшли застосування в промислових умовах внаслідок високих витрат на їх здійснення.
Для вилучення заліза застосовують обробку сірчаною кислотою або хлорування фосгеном та хлором в присутності вуглецю при температурі, недостатній ще для хлорування циркону [3-6].
Задовільні результати отримують також при обробці циркону протягом двох годин 33%-ою киплячою соляною кислотою.
Кращі результати дає обробка подрібненого до крупності –0,15 мм циркону концентрованою сірчаною кислотою при 250—300 ºС. Утворені сульфат заліза і сульфати інших домішок відмивають водою. В розчин переходить також 1-2 % цирконію. У знезалізненому, так званому «білому», цирконі вміст Fe2O3 знижується до 0,05-0,13 %.
Вилучення титану досягалося хлоруванням або нагріванням мінералу з вуглецем до 1600 ºС. При цьому утворюється монооксид титану, який можна розчинити в кислоті [7]. Вилучення кремнезему здійснюється за допомогою плавикової кислоти або флоуридів [8].
У практиці порцеляно-фаянсової промисловості білий циркон використовується в значних обсягах. Вже на кінець 1950-х років в світі споживалося щорічно для цих цілей до 50 тис. т цирконієвих препаратів.
У цирконієві глухі керамічні глазурі вводять 12-16 % циркону. Перевагами їх у порівнянні з боросвинцевими глазурями є відсутність бору і свинцю, шкідливих для здоровʹя робітників.
Емалям, заглушеним цирконом або діоксидом цирконію, притаманні цінні властивості: висока стійкість до дії лугів, відмінне зчеплення з залізною основою, легкотопність. Значні обсяги циркону використовують в емалях для сухого способу емалювання виробів з чавуну, особливо ванн, для яких велике значення має стійкість цирконових емалей проти лугів. Цирконовим емалям притаманна хімічна і термічна стійкість покриття.
Використання цирконійвмісних емалей в покритті сталі і чавуну повʹязане із зниженням температури випалу, ростом продуктивності пічних агрегатів, покращенням якості виробів та підвищенням їх стійкості до лугів.

## Розкладання цирконового концентрату
Першою стадією технологічного процесу виробництва металевих цирконію і гафнію, та їх хімічних сполук є фізичне, хімічне та фізико-хімічне розкладання цирконового концентрату. Промислові способи розкладання циркону засновані на плавленні його з лугами або содою, спіканні з содою, вапном, вапняком або крейдою, спіканні з кислими флуоридами або комплексними флуорсилікатами лужних мета-лів. Широко застосовується в промисловості також хлору¬вання цирко¬ну. Методи розкладу цирконової руди, які знайшли промислове застосування з початку зародження та становлення цирконової про-мисловості, добре описані Марденом і Річем (Marden J.V., Rich M.N.), а також Кроллем і Шлехтеном (Kroll W.J., Schlechten A.W.) [9, 10].
Промислові методи переробки цирконових руд класифікують наступним чином [11]:
1) термічний розклад циркону на складові оксиди, та видалення оксиду кремнію сублімацією;
2) металотермічне відновлення;
3) лужний розклад циркону сполуками натрію, кальцію або магнію;
4) сульфатизація (сульфатом амонію, бісульфатом натрію);
5) обробка плавиковою кислотою і плавлення з флуористими солями (K2SiF6) з утворенням флуорцирконату калію;
6) хлорування руди, у тому числі з попередньою карбідизацією, з отриманням ZrCl4.
Далі, в залежності від властивостей продуктів розкладу, застосовують різні методи вилучення ZrO2. Так, якщо продукти розкладу легко горять, їх спалюють і переводять цирконій в діоксид. Якщо ж продукти розкладу розчинні в кислотах, то їх переводять в розчин, осаджують цирконій відповідним реагентом, а потім прожарюють цирконієву сполуку до діоксиду цирконію.
У тому ж випадку, коли всі продукти розкладу, за виключенням діоксиду цирконію, розчинні в якомусь реагенті, то вони відділяються від ZrO2 прямим вилуговуванням руди.
Циркон — це одна з найбільш стійких та інертних в хімічному відношенні сполука, що пояснюється будовою мінералу та характером звʹязків у кристалі. Дисоціація циркону на ZrO2 та SiO2 розпочинається при 1540 ºС, але помітна леткість спостерігається лише при 1900 ºС. При звичайній температурі на циркон не діють жодні реагенти, і лише метаморфозовані циркони розчиняються у плавиковій та сірчаній (частково) кислотах. З водними розчинами лугів циркон взаємодіє лише при 400 ºС під тиском [12, 13].
Для розкладу циркону застосовують різні пірометалургійні методи, мета яких — руйнування силікату цирконію.
Деякі із відомих способів розкладу циркону та засновані на цих способах технологічні схеми дуже специфічні, і тому мають обмежене значення та застосовуються для спеціальних цілей. Такі схеми переважно не передбачають розділення цирконію і гафнію, а іноді і вилучення домішок, які містяться в концентраті.
Так, для отримання феросилікоцирконію використовують силікотермічне відновлення циркону. Технологічна схема виробництва цирконієвих дубильних речовин для шкіри полягає в спіканні циркону з содою і сульфатизації цирконосилікату натрію, який при цьому утво¬рюється, сірчаною кислотою; очищення від домішок не здійснюють [14, с.773-782].
У виробництві вогнетривів знайшли застосування способи «прямого» отримання діоксиду цирконію з циркону. Наприклад, циркон розкладають на оксиди, що його складають, нагріванням в плазмових пристроях, а потім вилуговують кремнезем їдким натрієм [15, с. 307—312].
За іншою схемою циркон спікають з карбонатами кальцію і магнію (вапняк, доломіт, магнезит) в таких умовах, при яких отримують лише силікати (але не цирконати) цих елементів, а потім переводять кремній в розчин послідовною кислотною і лужною обробкою [16, с. 64-69]. Основний сенс цієї схеми полягає в очищенні цирконію від кремнію, та лише частково — від інших домішок.
Відділення цирконію від кремнію здійснюється також при карботермічному відновленні циркону: при певних витратах реагенту кремній сублімується у вигляді монооксиду SiO, а цирконій утворює карбід, карбонітрид і оксид. Цей спосіб отримання карбонітриду нерідко використовують в поєднанні з наступним хлоруванням [11, с. 25-31].
Оригінальною є пропозиція розкладати циркон флуористим алюмінієм з відгонкою SiF4 та отриманням суміші Al2O3 і ZrO2 у співвідношенні, близькому до складу баделеїто-корундових плавлених вогнетривів [17, с. 45-48].
Хлорування, лужні і флоуридні методи переробки цирконового концентрату знайшли найширше застосування в металургії цирконію і гафнію.
Термічна дисоціація і лужні способи розкладу циркону мають спільні риси: в продуктах розкладу цирконій міститься у вигляді оксиду або оксидної сполуки (цирконати, цирконосилікати). В цьому їх принципова відмінність від способів хлорування та флуорування.
Завершальною операцією в гідрометалургійних схемах є отримання діоксиду цирконію (або гафнію).

### Термічне розкладання циркону на оксиди
Цей спосіб використовують для «прямого» отримання діоксиду цирконію з цирконового кон¬цен¬трату, який є термічно нестійкою сполукою. Розклад циркону на складові оксиди відбувається при температурі 1676±10 °С. При температурі 1700 °С дисоціація протікає повільно: для завершення процесу потрібно близько 6 годин [15].
Розкладають циркон в плазмовому реакторі, попередньо подрібнюючи концентрат до крупності –0,20 мм. Перед завантаженням його нагрівають для запобігання розтріскування та переподрібнення частинок в реакторі. Вихідний матеріал рівномірно подається в канали, які знаходяться в порожнистому катоді. В ці канали, які є інжекційними живильниками, подається газ-носій.
Порошок цирконію потрапляє безпосередньо в нагріту до 13000 К аргонну плазму, розігрівається протягом часток секунди і випадає між трьома парами симетрично розташованих горизонтальних анодів. Безпосередній контакт частинок циркону з потоком плазми забезпечує високий тепловий к.к.д. пристрою: 30-50 % [18, с. 26].
Більша частина матеріалу встигає розплавитися під час проходження через реактор, та після охолодження і затвердіння являє собою сфероїдні частинки моноклінного діоксиду цирконію розміром 0,1-0,2 мкм всередині оболонки аморфного кремнезему. Менше 10 % продукту представлено частинками, які зазнали дисоціації без розплавлення. Ще близько 1 % продукту — це недисоційований циркон.
Продукт розкладу обробляють 50%-ним розчином їдкого натру при 120 °С протягом години для переведення кремнію в розчин у вигляді силікату натрію. Діоксид цирконію з домішкою менше 1 % кремнію, відділяють від розчину на центрифузі. Фільтрування у цьому випадку не застосовують через високу в'язкість розчину [18, с. 27].
Отриманий діоксид цирконію має високу реакційну здатність і розчиняється при обробці міцною сірчаною кислотою. Для розділення суміші оксидів цирконію та кремнію можна застосувати також механічні методи або флотацію чи вилуговування кремнезему плавиковою кислотою [19].

### Металотермічне відновлення циркону
Виплавку феросиліко-цирконію алюмотермічним способом можна здійснити з використанням флюсів — вапна і плавикового шпату або плавкою з одночасним отриманням двох продуктів (феросилікоцирконію та цирконового електрокорунду) без застосування флюсу (безфлюсовий процес). Для забезпечення термічності процесу та введення заліза у сплав використовується магнетитова руда (>60 % Fe) з крупністю частинок до 3 мм. Для відновлення цирконію використовують порошок первинного або вторинного алюмінію [20].
Виплавку феросилікоцирконію ведуть в електродуговій печі на блок або з випуском розплаву металу. Піч сталеплавильного типу з трансформатором має футерівку поду з графітових блоків. Склад шихти розраховують на отримання сплаву з вмістом цирконію 50-54 %. Отриманий плавкою на випуск сплав має приблизний хімічний склад: 50–51 % Zr, 26–27 % Si, 5–8 % Al, 0,1–0,13 % С [20].

### Сплавлювання з бісульфітом натрію
Розклад циркону можна здійснити обробкою його концентрованою сірчаною кислотою при 220 °С, або плавленням в присутності бісульфіту натрію.
У роботі [21, с. 56] запропоновано спосіб переробки циркону плавленням з сульфатом натрію в присутності відновлювача (вуглецю). Метод оснований на відновленні сульфату натрію вуглецем і взаємодії сульфіту натрію NaHSO3, який при цьому утворюється, з цирконом, з утворенням розчинних сполук. При вмісті в шихті компонентів у співвідношенні ZrSiO4:Na2SO4:C = 1:2:1,2 і температурі спікання 1200 °С розкладення циркону протікає на 93-98 %. Хімічна реакція: ZrSiO4 + 2 Na2SO4 + C = Na2ZrO3 + Na2SiО3 + СО2 + 2 SO2

### Переробка циркону плавленням з їдким натром (каустичною содою)
Хімічний розклад руди спіканням з їдким натром описано в британському та французькому патентах [22, 23].
Для взаємодії циркону з їдким натром характерні закономірності послідовного протікання хімічних реакцій, які в узагальненому вигляді можна представити: ZrSiO4 + 6 NaOH  = Na4SiO4 + Na2ZrO3 + 3 H2O↑
Технологічні схеми, основані на плавленні цирконового концентрату з їдким натром, універсальні, тобто дозволяють отримати не лише металеві цирконій і гафній, а й різні їх сполуки, зокрема діоксиди.
Мінімальні витрати їдкого натру, за яких весь цирконій знаходиться у формі кислоторозчинних сполук, визначаються з умов утворення цирконосилікату Na2ZrSiO5. При нагріванні циркону і сполук натрію до температури вище 900 °С помітно сублімується оксид натрію, особливо якщо взяти цирконосилікати з меншим вмістом оксиду кремнію. Це явище утруднює процес спікання цирконового концентрату з каустичною содою. Цей метод застосовувався в промисловому масштабі для виробництва оксиду цирконію, який використовується для виготовлення емалей, скла та фарфору, де присутність в оксиді невеликого залишку лугу вважається скоріше перевагою, аніж недоліком.
Марден і Річ, які досліджували різні методи переробки циркону, віддавали перевагу саме методу плавлення з каустичною содою, так як цей метод вимагає менше часу і протікає при більш низькій температурі. Тонко подрібнену руду вони додавали до каустичної соди в пропорції 1:6. Плавень являв собою прозору рідину. Після затвердіння його піддавали подрібненню і вилуговуванню водою [9].
У продуктах плавки більша частина цирконію міститься у вигляді цирконату натрію, а більша частина кремнію утворює силікат натрію; в меншій кількості містяться цирконосилікати натрію. Цирконат натрію має схильність до гідролізу з утворенням желатиноподібного гідроксиду, який важко фільтрується; але цьому можна запобігти, якщо не допускати зниження вмісту каустика у промивній рідині.
Нерозчинний залишок складається із цирконату натрію, що містить гідроксиди заліза і титану, та певну кількість цирконосилікатів натрію. Цим методом можна отримати оксид з вмістом 80-84 % ZrO2, 8-12 % SiO2, 4-6 % Na2O [9].
Нерозчинний осад після вилуговування може бути оброблений сірчаною кислотою, і розчин підданий упарюванню до появи диму, щоб зневоднити оксид кремнію. Після охолодження додають воду, і розбавлений розчин відділяється від діоксиду кремнію шляхом фільтрації.
З отриманого розчину сульфату цирконію можна отримати очищені солі.
Присутні в цирконі домішки також реагують з NaOH, утворюючи титанат, ферит та алюмінат натрію.
У промисловості застосовують два варіанти технології, принципово відмінних за витратами лужного реагенту. В першому з них при молярному відношенні Na2O: ZrSiO4 = 1 отримують цирконосилікат Na2ZrSiO5, який потім обробляють кислотою, вибираючи режим, що дозволяє в наступних операціях розділити цирконій і кремній. В іншому варіанті розділення цирконію і кремнію відбувається при витратах розкривного реагенту (NaOH або Na2СО3) втричі вищому, з розрахунку отримання Na2ZrO3 і розчинного у воді Na4SiO4. У цьому випадку кислотному вилуговуванню передує водне.
Розклад циркону їдким натром розпочинається при температурі 250—300 °С; процес протікає при температурі не вище 700 °С [24].
Спечений продукт — це речовина, якій властива гігроскопічність. Перед подальшою переробкою її подрібнюють. Повне розкладання циркону їдким натром з отриманням цирконосилікату досягається за 30 хв. при 650 °С [25].
Принципова технологічна схема розкладання циркону їдким натром наведена на рис. 1.

Принципова технологічна схема розкладання циркону їдким натром

Для отримання продукту, що складається із силікату і цирконату натрію, найчастіше застосовують плавлення циркону в присутності NaOH [24], виходячи з утворення Na2ZrO3 і Na4SiO4; для чого потрібно витрачати не менше 1,31 частини їдкого натру на одну частину циркону.
Оптимальна температура процесу 600—650 °С, тривалість — 1,5 год. [26, с.37-39]. Для отримання легкоподрібнюваного плаву спочатку проводять процес при 250—300 °С, а після проміжного подрібнення — при 600—650 °С.
Плавлення здійснюють в залізних або чавунних котлах [27, с.40-41].
Якщо циркон нагріти до 600 °С, а потім обробити розчином лугу, то здійснити процес можна як спікання (в трубній обертовій печі), а не плавлення [28].
Продукт, що складається із суміші силікату і цирконату натрію піддають водяному або кислотному вилуговуванню. Водою вилуговують плав, що складається із ортосилікату і цирконату натрію [29]. Силікат при цьому переходить у розчин. Цирконат натрію гідролізується при звичайній температурі, утворюючи поліцирконати. При 100 °С у великому об'ємі води гідроліз протікає швидко і практично вповні; при цьому утворюється не лише гідроксид, а й нерозчинний у кислотах гідратований оксид цирконію [30].
При виборі технологічних параметрів кислотного вилуговування головним питанням залишається поведінка кремнію.
Цирконат і цирконосилікати натрію легко розкладаються розбавленими кислотами, наприклад соляною, без нагрівання. В цих умовах кремнієва кислота може переходити у розчин. Соляна кислота (на відміну від азотної) стабілізує низькотемпературні гідрозолі кремнієвої кислоти. Якщо в розчині підвищувати концентрацію хлоридів натрію або кальцію, то коагуляція кремнієвої кислоти прискорюється. Коагуляції кремнієвої кислоти сприяє присутність йонів SO2−4 [31, с.108-112], зростання кислотності розчину, нагрівання, тривала витримка.
Всі ці чинники враховують в технології вилуговування, намагаючись перевести весь кремній разом з цирконієм у розчин, а вже потім селективно осадити цирконій, або, навпаки, не розчиняти кремній і отримати осад кремнієвої кислоти, який легко відділяється фільтрацією від розчину цирконію.
У першому варіанті намагаються знизити температуру вилуговування і концентрацію кислоти, а потім із солянокислого розчину цирконію, що містить менше 0,75 % SiO2, осаджують його основний сульфат або флуорсульфат. Більше 90 % SiO2 переходить у розчин, якщо цирконосилікат натрію розкладати при 65-70 °С 10%-ною азотною кислотою [32].
У другому варіанті до соляної кислоти додають сірчану, щоб при солянокислому вилуговуванні цирконосилікату перевести кремній в осад; температуру обробки піднімають до 90-100 °С, а тривалість — до 2 год. Після кислотної обробки пульпу витримують протягом 4 год. [33]. Для коагуляції застосовують столярний клей [34, с. 546—561 ].
Дещо простіше відокремити цирконій від кремнію, що залишається в осаді після водного вилуговування лужного плаву. Якщо цей осад обробляють соляною кислотою, то драглиста маса гелю кремнієвої кислоти утворюється не зразу; можна упарюванням та охолодженням виділити основний хлорид цирконію, відділити його від розчину, знову розчинити у воді та відфільтрувати. При азотнокислотному вилуговуванні утворюється драглиста маса, яку випаровують до сухого стану для зневоднення кремнієвої кислоти, і знову обробляють азотною кислотою [18]. Якщо вилужений водою плав обробити 95%-ною сірчаною кислотою, а потім водою, то розчин цирконію легко відфільтрувати від осаду кремнієвої кислоти.
Цирконосилікат натрію розкладають також сірчаною кислотою. Для цього його піддають сульфатизації концентрованою сірчаною кислотою [35]. Реакція після змішування розпочинається не відразу; при цьому відбувається самовільний розігрів реакційної маси, яка в залежності від витрат сірчаної кислоти може перетворитися в щільний спік або пухкий продукт. При обробці водою сульфатизованого продукту цирконій легко відділяється від кремнію, утворюючи розчин сульфатоцирконату натрію [36].
Обробка цим методом великих обсягів руди повʹязана з труднощами внаслідок спінювання та забруднення навколишньої атмосфери бризками каустика. Тому в заводських умовах доцільніше застосовувати кальциновану соду, незважаючи на те, що у цьому випадку реакції протікають повільніше і при більш високій температурі.